# Hendrik VIII de Huismus
Hendrik VIII de Huismus (circa 1357 - Liegnitz, 14 maart 1397) was van 1369 tot 1378 hertog van Sagan en Glogau, vanaf 1378 hertog van Grünberg, Sprottau, Freystadt, Primkenau en Züllichau en vanaf 1395 hertog over de helft van Glogau, Steinau en Beuthen an der Oder. Hij behoorde tot de Silezische tak van het huis Piasten.

## Levensloop
Hendrik VIII was de derde zoon van hertog Hendrik V de IJzeren van Sagan en diens echtgenote Anna, dochter van hertog Wenceslaus van Płock.
Na de dood van zijn vader in 1369 erfde Hendrik samen met zijn oudere broers Hendrik VI de Oude en Hendrik VII Rumpold de hertogdommen Sagan en Glogau. In 1378 verdeelden de drie broers hun gezamenlijke bezittingen, waarbij Hendrik VIII het gebied met de steden Freystadt, Grünberg, Sprottau, Schlawa, Neustädtel en Primkenau kreeg.
Bij zijn huwelijk met Catharina van Opole in 1382 kreeg hij van zijn schoonvader, hertog Wladislaus II van Opole, ook het gebied met de steden Prudnik en Oberglogau als bruidsschat toegewezen. Ook verwierf hij in 1393 de opvolgingsrechten van het hertogdom Sagan nadat zijn oudste broer Hendrik VI zonder mannelijke nakomelingen was gestorven. Hij zou echter pas bezit kunnen nemen van dit hertogdom na de dood van zijn schoonzus Hedwig van Liegnitz. Hendrik VIII overleed echter nog voor zijn schoonzus, waardoor zijn zonen uiteindelijk het hertogdom Sagan erfden. Toen zijn broer Hendrik VII Rumpold in 1395 ook zonder mannelijke nakomelingen stierf, erfde Hendrik VIII dan weer het hertogdom Glogau.
Hendrik VIII had in vergelijking met zijn broers een zeer verschillend karakter. Hij hield van banketten, spelletjes en riddertoernooien en had een nogal dure levensstijl, wat voor constante financiële problemen zorgde. Hij kreeg wel financiële ondersteuning van zijn neef, hertog Koenraad II van Oels, die in ruil na de dood van Hendrik VIII in 1397 de stad Steinau erfde. Om zijn financiële problemen te verlichten wilde hij ook kerkgoederen bemachtigen, wat hem echter een excommunicatie van de bisschop van Breslau opleverde.
In 1397 overleed Hendrik VIII nadat hij bij een riddertoernooi in Liegnitz zware verwondingen had opgelopen. Hij werd bijgezet in de Augustijnenkerk van Sagan.

## Huwelijk en nakomelingen
In 1382 huwde Hendrik VIII met Catharina (1367-1420), dochter van hertog Wladislaus II van Opole. Ze kregen volgende kinderen:
- Jan I (1385-1439), hertog van Sagan
- Hendrik IX (1389-1467), hertog van Glogau
- Hendrik X (1390-1423), hertog van Glogau
- Wenceslaus (1391-1431), hertog van Crossen an der Oder
- Anna (1397-1426/1433), huwde in 1417 met hertog Casimir I van Auschwitz